# Cooke Crags
Cooke Crags är en kulle i Antarktis. Den ligger i Västantarktis. Argentina och Storbritannien gör anspråk på området. Toppen på Cooke Crags är 1 398 meter över havet.
Terrängen runt Cooke Crags är platt åt nordväst, men åt sydost är den kuperad. Trakten är obefolkad. Det finns inga samhällen i närheten. 